# Mycenastrum
Mycenastrum Desv. (grzybogwiazd) – rodzaj grzybów z rodziny pieczarkowatych (Agaricaceae). W Polsce występuje jeden gatunek.

## Systematyka i nazewnictwo
Pozycja w klasyfikacji według Index Fungorum: Agaricaceae, Agaricales, Agaricomycetidae, Agaricomycetes, Agaricomycotina, Basidiomycota, Fungi.
Polską nazwę nadał Feliks Teodorowicz w 1939 r. W polskim piśmiennictwie mykologicznym należące do tego rodzaju gatunki opisywane były także jako purchawka. Synonimy: Endonevrum Czern., Pachyderma Schulzer.
Niektóre gatunki:
- Mycenastrum corium (Guers.) Desv. 1842 – grzybogwiazd skórzasty
- Mycenastrum spinulosum Peck 1881

Nazwy naukowe na podstawie Index Fungorum. Pominięto gatunki wątpliwe. Nazwa polska według F. Teodorowicza.